# Rhizophagus parviceps
Rhizophagus parviceps es una especie de coleóptero de la familia Monotomidae.

## Distribución geográfica
Habita en Japón.